# 雷苏贝尔帕拉
雷苏贝尔帕拉（Resubelpara），是印度梅加拉亚邦北加罗丘陵县的一个城镇。2001年总人口17,652。

## 人口
该地2001年总人口17,652人，其中男性8,950人，女性8,702人；0－6岁人口3,030人，其中男1,580人，女1,450人；识字率67.82%，其中男性为69.35%，女性为66.25%。